# Oxyanthus subpunctatus
Oxyanthus subpunctatus är en måreväxtart som först beskrevs av William Philip Hiern, och fick sitt nu gällande namn av Ronald William John Keay. Oxyanthus subpunctatus ingår i släktet Oxyanthus och familjen måreväxter. Inga underarter finns listade i Catalogue of Life.